# Gastronomía de Chipre
La Gastronomía de Chipre está fuertemente relacionada con las cocinas griega y turca. Es considerada una de las cocinas mediterráneas debido a la posición geográfica de la isla. 

## Platos típicos
- afelia
- Tahinli çörek
- flaouna/pilavuna
- frunsua
- halloumi/hellim a la parrilla
- molehiya
- sheftalia/şeftali
- yepse